# Joan Antoni Samaranch i Torelló
Joan Antoni Samaranch i Torelló, I marquès de Samaranch, (Barcelona, 17 de juliol de 1920 - Barcelona, 21 d'abril de 2010) fou un dirigent esportiu, polític franquista i empresari català.
Inicià la seva carrera política el 1954 i va ocupar diferents càrrecs en l'administració franquista fins al 1977. Va ser president del Comitè Olímpic Internacional entre 1980 i 2001 i a partir d'aquesta data es va convertir de forma vitalícia en el President Honorari. Fou el segon president del COI que més temps ocupà el càrrec, durant 21 anys, per darrere del baró Pierre de Coubertin que ho va ser entre 1896 i 1925. La influència de Samaranch va ser clau perquè Barcelona celebrés els Jocs Olímpics de 1992. Va presidir la Caixa de Pensions entre 1987 i 1999.

## Joventut
Fill de Francesc Samaranch Castro i Joana Torelló Malvehy, va néixer el 17 de juliol de 1920 al carrer Bailén, 28, a la dreta de l'Eixample de la ciutat de Barcelona en una família benestant propietària de Can Samaranch, una empresa tèxtil amb una fàbrica de principis del segle xx situada a Molins de Rei. Quan nasqué Joan Antoni, el seu pare tenia dos fills, Josep Lluís i Carme, de la seva primera esposa, Paquita Rialp Malvehy, morta a causa de l'epidèmia de grip de 1918. Amb Joana Torelló, cosina de Paquita Rialp, es casaren el 3 de maig de 1919 i tingueren quatre fills més: el mateix Joan Antoni, August, Francesc i Montserrat.
Joan Antoni va tenir dida i l'any 1926 la família es traslladà a un pis del carrer Muntaner, prop de la plaça Adrià. El 1929, quan la situació econòmica familiar millorà, anaren a viure a una torre a la Bonanova, al carrer Reina Victòria amb Modolell. Joan Antoni estudià a l'Escola Suïssa i després al Col·legi Alemany de Barcelona.
Durant el cop d'estat del 18 de juliol de 1936, el seu pare es trobava a Vichèi, França, i va decidir tornar a Catalunya. Va ser aturat a la frontera, a Portbou, on va declarar ser un fabricant de Molins de Rei. La patrulla es posà en contacte amb la de Molins de Rei, que va donar informes dient que es tractava d'una bona persona. Durant la resta de la guerra varen haver d'acollir a casa diverses brigades de la CNT-FAI i els encautaren tots els cotxes. El maig de 1938 Joan Antoni s'incorporà a les files de l'Exèrcit Republicà, actuant com a sanitari, i després passà a França i des d'allí anà a la zona nacional.
Acabada la guerra, va finalitzar el servei militar i després els estudis de peritatge mercantil. Als 25 anys va emmalaltir de tuberculosi i fou cuidat per la seva mare. De jove compaginà els estudis d'empresarials amb la pràctica de diversos esports. Cursà estudis a Londres i als Estats Units i es graduà a l'Escola d'Alts Estudis Mercantils de Barcelona i a l'Institut d'Estudis Superiors de l'Empresa. Practicà esports com el futbol, la boxa, l'hípica, la vela, el golf, i de forma especial l'hoquei patins, esport que impulsà i on arribà a ser seleccionador espanyol. Fou jugador de la secció d'hoquei patins del RCD Espanyol, equip pel que sempre mostrà predilecció. Fou entrenador i seleccionador nacional d'hoquei patins, primer president de la Federació Espanyola de Patinatge (1 d'agost de 1954 a 5 de juliol de 1956) i vicepresident de la Federació Internacional de Patinatge. Participà activament en l'organització dels Campionats del Món d'Hoquei Patins de 1951 i de 1954, disputats a Barcelona, en què Espanya va obtenir sengles medalles d'or. A mitjans de la dècada de 1950 va deixar de jugar a hoquei.
Va ser periodista esportiu durant un breu període, viatjant com enviat especial als Jocs Olímpics de Hèlsinki de 1952. Juntament amb Carlos Godó Valls va proposar a Fira de Barcelona la creació d'un saló nàutic, i fruit d'això, l'any 1963 fou fundador del Saló Nàutic Internacional de Barcelona, saló que va presidir durant quinze anys. També fou vicepresident de la Federació Internacional de Salons Nàutics.

## Vida familiar
Es va casar l'1 de desembre de 1955 amb María Teresa Salisachs Rowe, coneguda com a Bibi Salisachs (26 de desembre de 1931 – 17 de setembre de 2000), amb la qual va tenir una filla, Maria Teresa, i un fill, Joan Antoni. La seva filla ha estat presidenta de la Federació Espanyola d'Esports de Gel, i actualment és la segona marquesa de Samaranch. Va ser una de les deu primeres dones que van demanar l'any 2000 l'ingrés al Cercle del Liceu. El seu fill, Joan Antoni Samaranch Salisachs (nascut l'1 de novembre de 1959) és membre del Comitè Olímpic Internacional des de l'any 2001, vicepresident del COI des de 2016, vicepresident de la Federació Internacional de Pentatló modern des de 1996 i soci fundador de l'empresa GBS Finanzas, SA.
Va enviudar l'any 2000 i en els darrers anys de la seva vida la seva parella fou l'escultora i pintora Lluïsa Sallent.

## Vida política
Afiliat a Falange Española Tradicionalista y de las JONS des de molt jove, inicià la seva carrera política a l'Ajuntament de Barcelona en ser nomenat regidor d'Esports el mes de desembre de 1954, càrrec que desenvolupà fins a 1962. El 1964 passà a ser Procurador a Corts en representació del terç familiar a les Corts Espanyoles durant el règim franquista i hi estigué present en les legislatures VIII, IX i X, fins al 1977. De fet, en les eleccions de 1967 fou el candidat més votat a Barcelona
El gener de 1967 fou designat Delegat Nacional d'Educació Física i Esports en substitució de José Antonio Elola-Olaso que al seu torn havia substituït al general Moscardó.
 En la seva etapa com a Delegat Nacional es varen construir múltiples instal·lacions esportives i s'usà el lema "Contamos contigo", que animava als joves a practicar esport. Compaginà aquest càrrec amb el de President del Comitè Olímpic Espanyol (COE), que mantingué entre 1967 i 1970. Fou membre del COE des de 1956 fins a la seva mort, esdevinguda el 2010. Fou vicepresident del Comitè Internacional dels Jocs del Mediterrani de 1955 i cap de missió als Jocs Olímpics d'Hivern de 1956, i als Jocs Olímpics d'estiu de Roma 1960 i Tokio 1964.
El 17 de juliol de 1973 fou nomenat president de la Diputació de Barcelona, càrrec que exercí fins al juliol de 1977. L'abril de 1977 va presentar el partit polític català de dreta Concòrdia Catalana, però que no va arribar a presentar-se a les eleccions generals de juny del mateix any.
El juny de 1977 fou designat ambaixador d'Espanya a la Unió Soviètica i Mongòlia, moment en el qual ja era vicepresident del Comitè Olímpic Internacional (COI). El juliol de 1977 va presentar les seves cartes credencials d'ambaixador, al Kremlin de Moscou, i es convertí en el primer ambaixador posterior al restabliment de les relacions diplomàtiques amb aquell país, restablertes el febrer d'aquell any. Un dels seus primers desitjos com a ambaixador a Moscou va ser col·locar una imatge de la Verge de Montserrat en una església catòlica de Moscou. Aquest càrrec li va propiciar l'oportunitat d'establir amb l'Europa de l'Est els contactes polítics necessaris per a poder arribar el 1980 a la presidència de la institució olímpica. En assolir la presidència del COI va renunciar al càrrec d'ambaixador.
Degut al seu passat franquista l'any 1992 va rebre crítiques de periodistes britànics i va rebre l'ajuda de Jordi Pujol i Pasqual Maragall, que el defensaren públicament. En els darrers anys van ser notables, però no majoritàries, les crítiques al seu passat franquista. L'any 2009 la plataforma Democràcia i Dignitat a l'Esport va posar en marxa una campanya per forçar la dimissió del president honorífic del COI, degut a una fotografia en què Samaranch apareixia fent la salutació feixista durant el 38è aniversari del cop militar. També se li va recriminar no haver facilitat el reconeixement del Comitè Olímpic Català.

## Vida empresarial
En l'àmbit empresarial, va ser conseller delegat i gerent de la societat familiar Samaranch Hermanos, conseller de la Fábrica Española de Magnetos (FEMSA), del Banco de Madrid i del Banco Catalán de Desarrollo.
Fou conseller general de la Caixa de Pensions per a la Vellesa i d'Estalvis de Catalunya i Balears entre el 1984 i el 1987 i membre de la Comissió Executiva de l'entitat des del 26 de setembre de 1985. El 28 de maig de 1987 fou nomenat President de la Caixa de Pensions, succeint a Salvador Millet, càrrec que va mantenir fins al 1999. Durant la seva presidència el 1990 es va produir la fusió entre la Caixa de Pensions i la Caixa de Barcelona. Entre juliol de 1990 i el 29 juny de 1992 va compartir la presidència de l'entitat fusionada amb Josep Joan Pintó, el qual renuncià al càrrec l'any 1992 per passar a ocupar la vicepresidència primera, deixant Samaranch com a president únic. L'any 1999 Samaranch fou nomenat President d'Honor de l'entitat. Entre 1994 i el maig de 2002 fou president d'Immobiliària Colonial, empresa llavors controlada per La Caixa.
Entre 2003 i 2010 fou president del Foro Hispano-Chino.

## Trajectòria al COI
L'any 1966 Samaranch va ser escollit membre del Comitè Olímpic Internacional (COI), càrrec que assumí el 28 d'abril d'aquell any. Fou Cap de Protocol del COI en dos períodes (1968-1975, 1979-1980). El 16 de maig de 1970, en el decurs de la 69a sessió del COI, passà a ser membre de la comissió executiva d'aquesta organització. Fou vicepresident del COI entre 1974 i 1978.

### President del COI

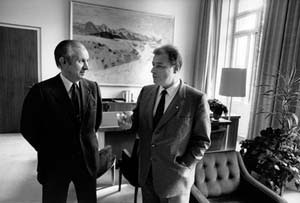
Samaranch i el polític suís Jean-Pascal Delamuraz (c. 1982-1984)

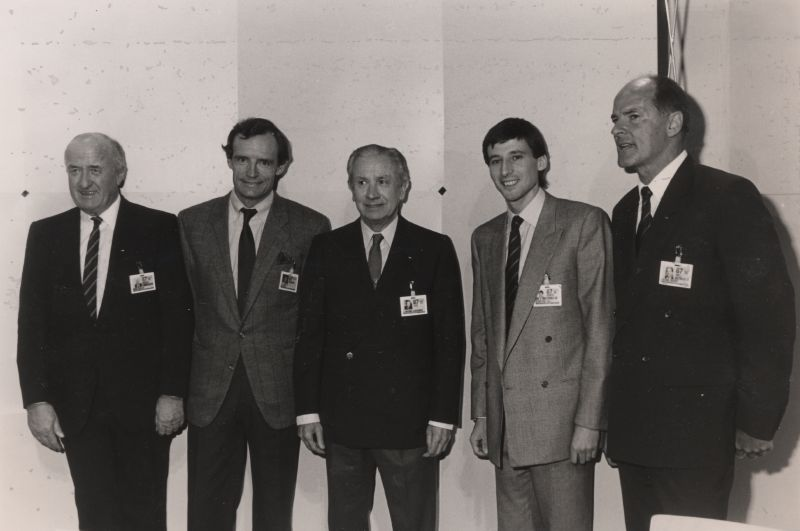
Samaranch, al centre, en una reunió de 1987 del World Economic Forum

Va ser escollit 8è president del COI el 16 de juliol de 1980, en la 83a sessió del COI celebrada a Moscou, 3 dies abans de la inauguració dels Jocs Olímpics de Moscou 1980. Fou escollit en la primera votació per una majoria de 44 vots sobre un total de 75, després de la renúncia del seu predecessor, Lord Killanin, i superant als altres 3 aspirants, James Worrall (Canadà), Willi Daume (Alemanya Federal) i Marc Hodler (Suïssa). En aquell moment el COI comptava amb comitès de 134 països, i tenia dificultats financeres. Com a president va haver de lluitar contra diversos boicots, com el dels Estats Units i altres països als Jocs de Moscou, que es produïen després del fracàs dels Jocs Olímpics de Montreal 1976, que havien causat un greu problema econòmic. Acabà quasi totalment amb els boicots polítics als Jocs Olímpics, fent-se palès als Jocs de Los Angeles 1984, que només van ser boicotejats per 13 països de l'òrbita soviètica, i quedant el problema resolt en posteriors edicions.
A partir dels jocs de Los Angeles va aconseguir que l'esdeveniment donés beneficis econòmics. Durant la seva presidència augmentà en nombre de països participants en els jocs: Moscou 1980 (80), Los Angeles 1984 (140), Seül 1988 (159), Barcelona 1992 (169), Atlanta 1996 (197) i Sydney 2000 (199). Els Jocs van passar de 5.217 esportistes participants l'any 1980, a 11.116 l'any 2000.
Durant el seu mandat s'aconseguí l'assumpció plena del professionalisme dins l'esport olímpic, permetent-se la participació d'esportistes professionals en diferents esports, destacant la presència de jugadors de l'NBA, la qual cosa va estimular un augment en el nivell de competició de tots els països participants. Un altre dels seus majors èxits va ser treure el moviment olímpic de la fallida en la qual es trobava sumit al final dels anys 70, quan les ciutats començaven a plantejar-se molt seriosament la rendibilitat d'una candidatura. Samaranch va concebre el patrocini olímpic com una activitat global que s'havia de fer des del COI i no des de la ciutat organitzadora com s'havia fet fins aquell moment. També cal destacar la seva lluita contra el dopatge.
Fou el major avalador de la candidatura olímpica de la ciutat de Barcelona pels Jocs Olímpics d'Estiu de 1992, que finalment aconseguí la designació el 17 d'octubre de 1986, amb les famoses paraules "À la ville de... ¡Barcelona!" pronunciades pel mateix Samaranch, provocant l'eufòria popular a Catalunya. Barcelona fou escollida en la tercera votació, guanyant davant de la candidatura de Paris per 47 vots a 23. El 19 de juny de 1992 va portar la torxa olímpica dels jocs en la sortida de Sant Sadurní d'Anoia i el 9 d'agost va clausurar els Jocs a l'Estadi de Montjuïc, afirmant que havien estat "els millors jocs de la historia" i qualificant-los amb matrícula d'honor.
El 23 de juny de 1993 va culminar un altre dels seus projectes en inaugurar el Museu Olímpic a Lausana (Suïssa), ciutat seu del COI.
Des del 24 de novembre de 1998 i durant tot l'any 1999 va haver de plantar cara a la pitjor crisi dels 105 anys d'història del COI, a causa dels suborns a membres de l'organisme per afavorir la candidatura de Salt Lake City als Jocs Olímpics d'Hivern de 2002. Diversos membres del COI, o els seus familiars, s'havien beneficiat il·lícitament dels diners oficialment invertits per a l'aprovació d'aquesta candidatura. Aquest escàndol va col·locar el COI, i el mateix Samaranch, en el punt de mira de la premsa internacional, especialment l'anglosaxona. Samaranch va deixar la presidència de La Caixa, va renunciar al desig que el príncep Felip de Borbó substituís a Carles Ferrer Salat com a membre del COI, i va resoldre la crisi expulsant 6 membres del COI i modificant la Carta Olímpica. L'any 2001 Samaranch va renunciar a renovar el càrrec de President del COI, essent substituït per Jacques Rogge el 16 de juliol d'aquell any, en la 112a sessió del comitè.
Durant la presidència del COI Samaranch va visitar de forma oficial un total de 199 països.

### President Honorari del COI

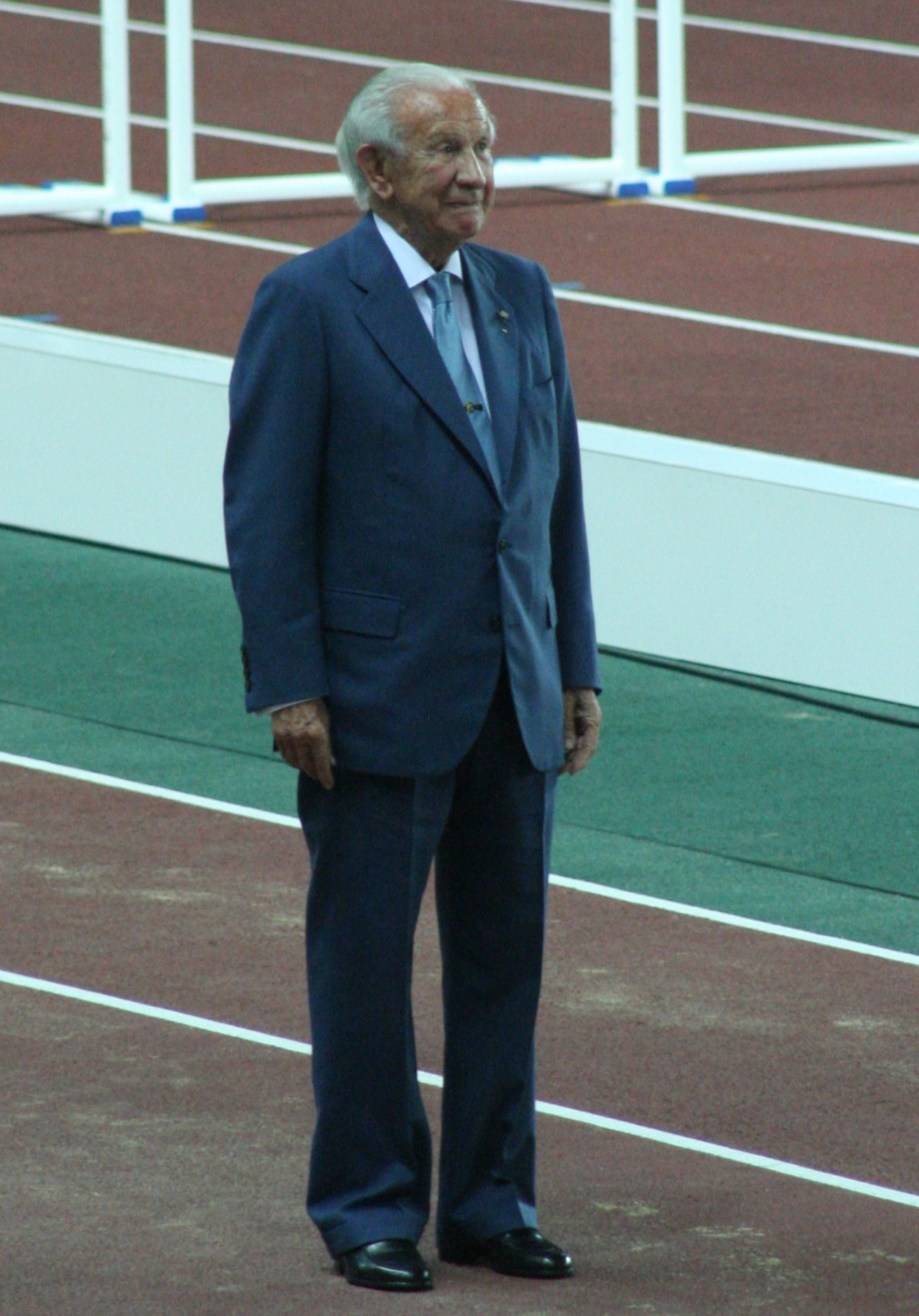
Samaranch en una cerimònia del Campionat del Món d'atletisme de 2007, a Osaka

Després de finalitzar el seu mandat com a President del COI, l'any 2001 fou nomenat President Honorari del COI, distinció que mantingué fins a la seva mort.
El mes de gener de l'any 2006 va fer donatiu de 121 objectes relacionats amb l'olimpisme al futur Museu Olímpic i de l'Esport de Barcelona, i participà en l'acte simbòlic de col·locació de la primera pedra d'aquest museu. Entre les peces donades hi va incloure medalles dels Jocs Olímpics, torxes olímpiques, banderes, escultures, quadres i diverses plaques. Aquest museu va obrir les portes el 2007 i posteriorment l'any 2010 fou reanomenat en honor de Samaranch de forma pòstuma.
El 2 d'octubre de 2009 va formar part de la delegació que presentà davant el COI, a Copenhaguen, la candidatura de Madrid a organitzar els Jocs Olímpics de 2016, que finalment va perdre davant Rio de Janeiro.
El 19 de desembre de 2007 fou ingressat a l'Hospital Clínic de Madrid al trobar-se malament després d'un acte a la Real Casa de Correos. El mes de setembre de 2009 passà unes hores en una UVI a Mònaco a conseqüència d'una fatiga respiratòria.

### Mort i funeral
Una crisi cardíaca motivà el seu ingrés el diumenge 18 d'abril de 2010 a la clínica Quirón de Barcelona, on morí el 21 d'abril de 2010. Després d'anunciada la seva mort, fou reconeguda àmpliament a tot el món la seva tasca al front del COI i de la modernització de l'esport espanyol.
El seu cos fou exposat el 24 d'abril en una capella ardent al Saló Sant Jordi del Palau de la Generalitat de Catalunya en un acte amb presència dels prínceps d'Astúries, Felip i Letizia, i el president del COI Jacques Rogge. L'acte finalitzà amb la interpretació d'Amics per sempre, cançó escrita per als jocs de 1992.
A la tarda fou celebrada una missa que reuní unes 4.000 persones a la Catedral de Barcelona, oficiada per l'arquebisbe de Barcelona, Lluís Martínez Sistach. Fou un funeral pràcticament de Cap d'Estat, amb la presència dels reis d'Espanya Joan Carles I i Sofia, les infantes Helena i Cristina, el príncep Albert de Mònaco, i moltes altres autoritats. El seu fèretre va ser cobert amb la Bandera Olímpica i va ser portat per esportistes com Enric Masip, Arantxa Sánchez Vicario i Manuel Orantes i tret de la catedral per Rafa Nadal, Gemma Mengual, David Barrufet, Jordi Villacampa, Pol Amat i Beatriu Ferrer-Salat. Les seves despulles van ser incinerades i reposen al Cementiri de Montjuïc al costat de la que va ser la seva dona, "Bibi" Salisachs.

## Premis i reconeixements

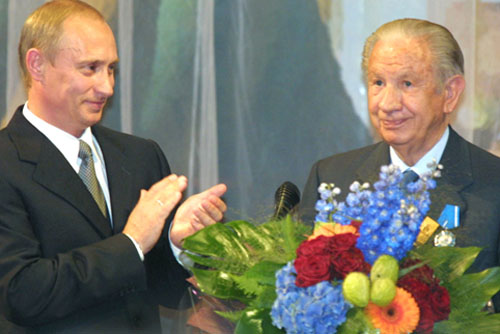
L'any 2001 rebent l'Orde d'Honor de Rússia, de mans de Vladímir Putin

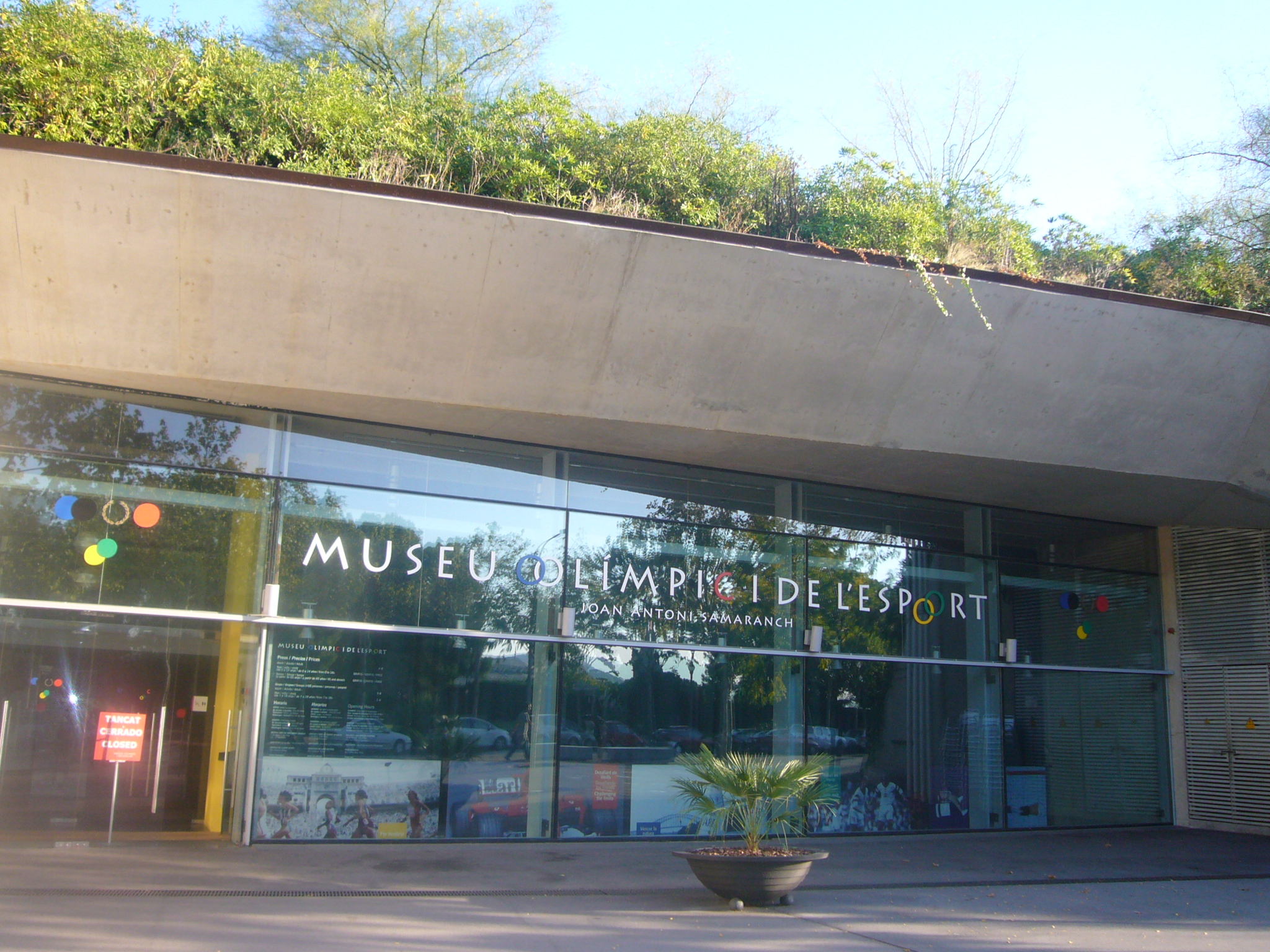
Museu Olímpic i de l'Esport Joan Antoni Samaranch, anomenat l'any 2010 en honor seu

Escut

Samaranch va ser investit doctor honoris causa per més d'una dotzena d'universitats, entre elles les de: Sofia, Calgary, Universitat Carolina de Praga (1988), Budapest (1988), Universitat Politècnica de Madrid (1990), Universitat de Pequín (1990), Universitat d'Alacant (1992), Comenio de Bratislava (1992), Universitat de Bucarest (1994), la Sorbona (1995), Universitat de Granada (1997), Universitat de Huelva (1998), Srinakarin Viroj (Tailàndia, 1998), Nacional d'Educació Física de Corea (1999), Camilo José Cela (2002) i Europea de Madrid (2009).
També va rebre els següents premis i distincions:
| Any             | Premi |
| --------------- | --- |
| 1970 i anterior | Grans Creus de l'Orde del Mèrit Civil, del Mèrit Naval i del Mèrit Militar i de l'Orde de Cisneros                                               |
| 1973            | Fill il·lustre de Molins de Rei, localitat on hi ha ubicada l'empresa tèxtil familiar (Can Samaranch)                                            |
| 1974            | Acadèmic de la Reial Acadèmia Catalana de Belles Arts de Sant Jordi, per la secció d'arquitectura                                                |
| 1980            | Gran Creu de l'Orde de Carles III |
| 1981            | Orde al Mèrit de la República Italiana |
| 1982            | Copa Stadium, en reconeixement de la tasca de promoció de l'esport espanyol                                                                      |
| 1985            | Medalla d'Or de la Generalitat de Catalunya |
| 1986            | Escollit "Senyor de Barcelona" |
| 1987            | Medalla d'Or de la Ciutat de Barcelona |
| 1988            | Premi Príncep d'Astúries dels Esports |
| 1990            | Premi Seül de la Pau, amb dotació de 300.000 dòlars, import que va cedir per a la construcció del Museu Olímpic de Lausana                       |
| 1991            | El rei Joan Carles I el nomena Marquès de Samaranch, mitjançant el Reial Decret 1861/1991 del 30 de desembre de 1991.                            |
| 1992            | Premi Coubertin d'Or del Comitè Olímpic de França                                                                                                |
| 1992            | Collar d'Or del Mèrit de l'IAAF |
| 1992            | Premi al Mèrit de l'Associació de Comitès Olímpics Nacionals                                                                                     |
| 1993            | Premi Global de la Fundació Jesse Owens |
| 1993            | Gran Orde del rei Tomislav (Croàcia) |
| 1994            | Comandant amb Estrella de l'Orde al Mèrit de la República de Polònia                                                                             |
| 1994            | Medalla d'Or amb estrella pels serveis a la República d'Austria                                                                                  |
| 1994            | Orde de l'Amistat dels Pobles (Rússia), entregada per Borís Ieltsin                                                                              |
| 1994            | Orde del Gran Duc Gediminas (Lituània) |
| 1995            | Acadèmic d'honor de la Reial Acadèmia de Doctors de Catalunya                                                                                    |
| 1996            | Medalla d'Or d'Honor de la FIFA |
| 1996            | Premi "Arquitecte de la Pau" del Comitè Olímpic dels Estats Units                                                                                |
| 1996            | Medalla d'Or de la Fundació Jean Monnet per Europa                                                                                               |
| 1996            | La Fundació Pedro Ferrándiz inaugura a Alcobendas un Museu del Bàsquet i la Biblioteca Samaranch, la més gran dedicada al bàsquet de tot el món. |
| 1997            | Acadèmic d'honor de la Reial Acadèmia de Belles Arts de San Fernando de Madrid                                                                   |
| 1997            | Insígnia de Gran Oficial de la Legió d'Honor de França                                                                                           |
| 1999            | Primera Medalla d'Or de la Unió de Federacions Esportives de Catalunya                                                                           |
| 1999            | Premi Marca Leyenda |
| 1999            | Orde de la República de Moldàvia |
| 2000            | Collar de l'Orde d'Isabel la Catòlica |
| 2000            | Orde de la doble creu blanca (Eslovàquia) |
| 2001            | Medalla d'Or Olímpica, entregada pel nou president del COI, Jacques Rogge                                                                        |
| 2001            | Orde d'Honor de Rússia, entregada per Vladímir Putin                                                                                             |
| 2001            | Orde del Toisó d'Or de Geòrgia |
| 2001            | Es reanomena en honor seu l'estadi de Vidy, un barri de Lausana                                                                                  |
| 2003            | Gran Orde de la Creu de Terra Mariana d'Estònia                                                                                                  |
| 2004            | President d'honor del Consell Espanya-Xina |
| 2004            | President d'honor de "Sport Cultura Barcelona"                                                                                                   |
| 2005            | Orde d'Iaroslav I el Savi (Ucraïna) |
| 2006            | Medalla d'Or de la ciutat de Madrid |
| 2006            | Soci d'Honor del Club Palomar de Santander |
| 2007            | Premi Especial del Comitè Olímpic Espanyol |
| 2010            | De forma pòstuma, el mes de juny de 2010 s'anomenà en honor seu el Museu Olímpic i de l'Esport Joan Antoni Samaranch de Barcelona.               |
| 2010            | El juny de 2010 es reanomenà l'estadi Olympic Hall Juan Antonio Samaranch, de Sarajevo, en honor seu                                             |
| 2011            | Es crea el Premi Internacional Joan Antoni Samaranch i en la primera edició el guanyador fou el tennista Rafa Nadal.                             |
| 2013            | S'inaugura el museu Samaranch Memorial, a Tianjin, Xina.                                                                                         |